# 아그네타 프리츠
아그네타 프리츠(Agneta Prytz, 1916년 12월 15일 ~ 2008년 7월 4일)는 스웨덴의 배우이자 성우이다.
예테보리에서 태어났다.

## 영화
- 옥스 (1991년)
- 피카소의 모험 (1978년)
- 뉴 랜드 (1972년)
- 우트반드라나 (1971년)
- 콜펜 마을에서 생긴 일 (1963년)